# PSM-Entesa Nacionalista
|  | Per a altres significats, vegeu «PSM». |

PSM-Entesa Nacionalista (acrònim PSM-EN) és una federació de partits polítics illencs creada el 1998 i formada pel Partit Socialista de Mallorca-Entesa, el Partit Socialista de Menorca, l'Entesa Nacionalista i Ecologista d'Eivissa, els Independents d'Artà i l'Assemblea per Sant Joan.